# نیروی هوایی شوروی
نیروی هوایی شوروی (به روسی: Военно-воздушные силы - نیروی هوایی نظامی) یکی از نیروهای هوایی اتحاد شوروی بود. نیروی هوایی دیگر نیروی دفاع هوایی شوروی نام داشت. نیروی هوایی از اجزاء باقی‌مانده‌ی نیروی هوایی امپراتوری روسیه در ۱۹۱۷ تشکیل شد و بزرگترین محک را در جنگ جهانی دوم خورد. بعدها در جنگ کره شرکت داشت و در نهایت با فروپاشی شوروی در ۱۹۹۱ منحل شد.
| سال  | کل    | بمب‌افکن | آموزشی |
| ---- | ----- | ------- | ------ |
| ۱۹۲۴ | ۳۴۱   | -       | -      |
| ۱۹۲۹ | ۱۲۸۵  | ۴۸      | -      |
| ۱۹۳۳ | ۳۱۵۶  | ۶۴۷     | -      |
| ۱۹۳۷ | ۸۱۳۹  | ۴۴۳     | -      |
| ۱۹۳۹ | ۷۳۲۱  | ۵۶۹     | -      |
| ۱۹۴۱ | ۱۵۵۹۹ | -       | ۳۹۳۴   |

| بمب‌افکن | تهاجمی | جنگنده | شناسایی | مجموع |
| ------- | ------ | ------ | ------- | ----- |
| ۲۲۱۲    | ۳۱۷    | ۴۲۲۶   | ۳۷۸     | ۷۱۳۳  |

## نیروی هوایی شوروی در سال ۱۹۹۰

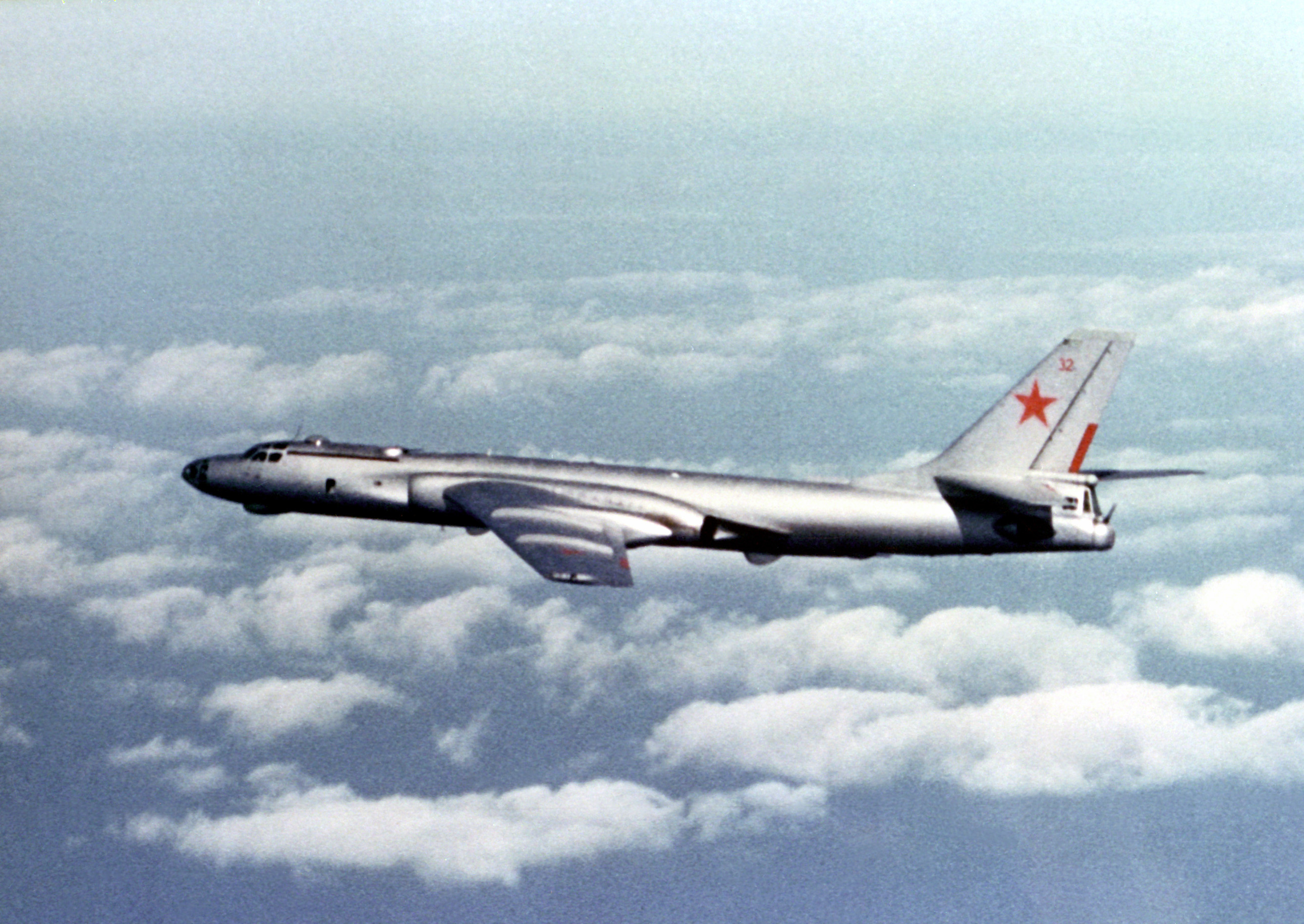
توپولف تو-۱۶

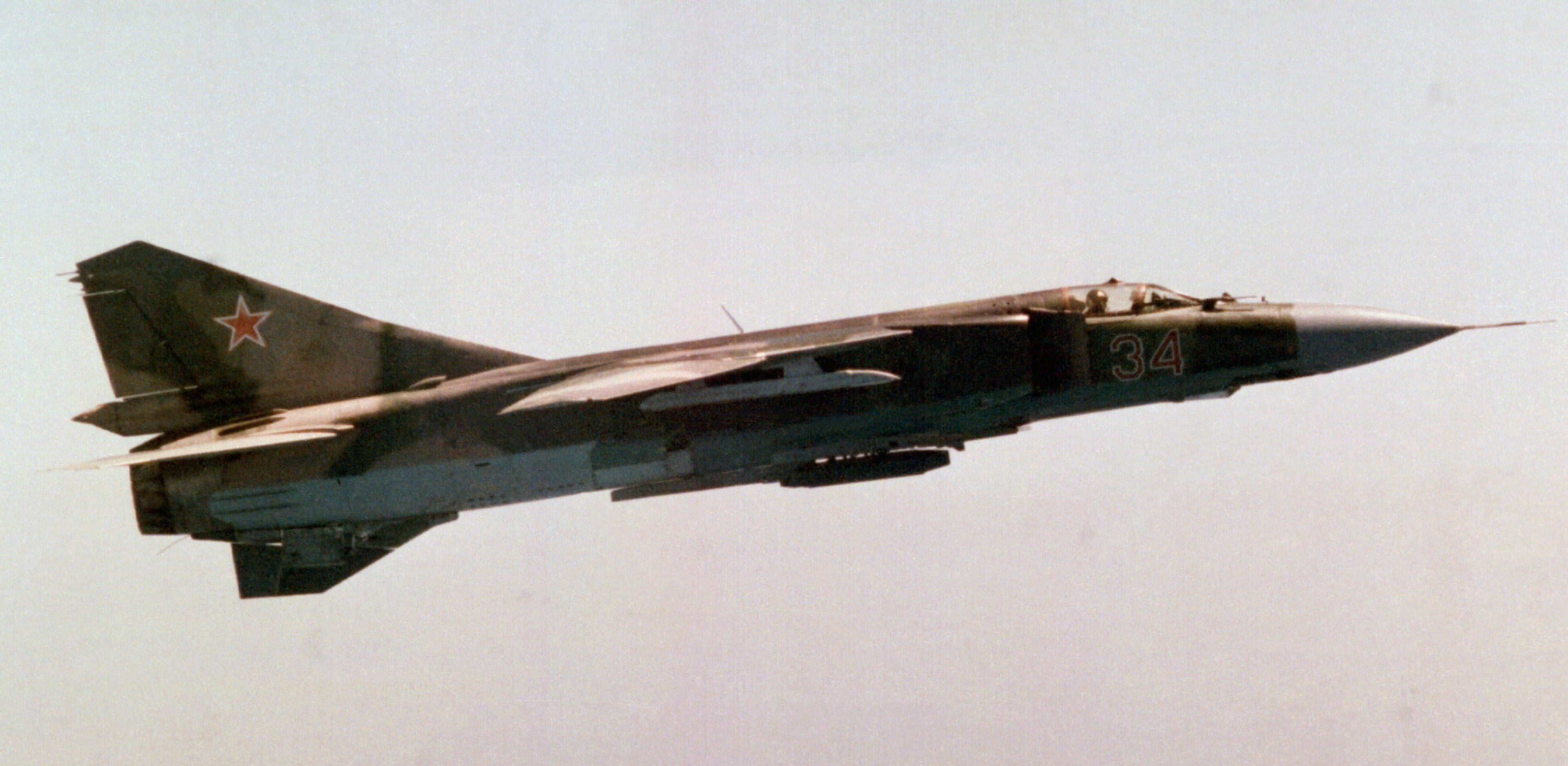
میگ-۲۳

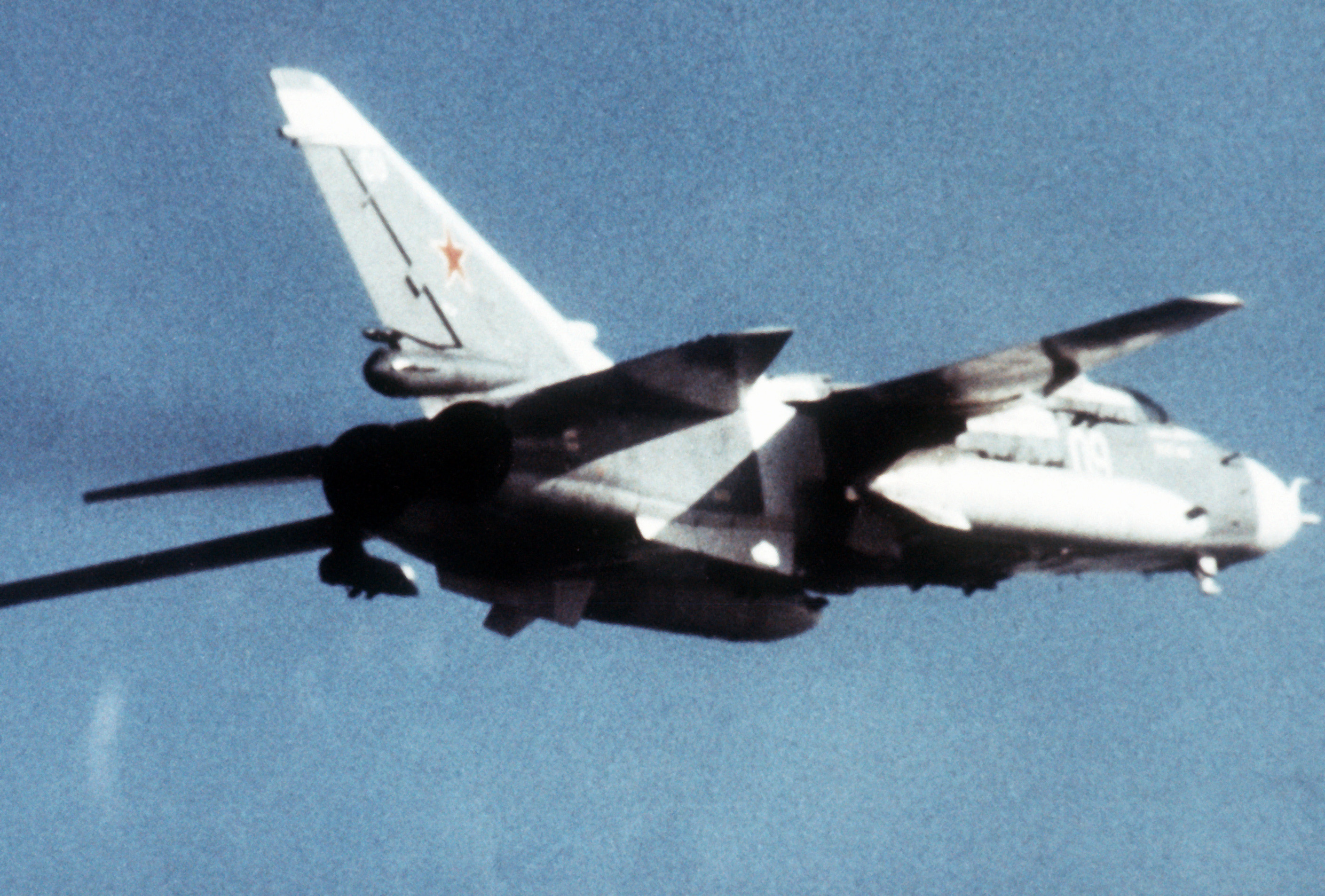
سوخو-۲۴

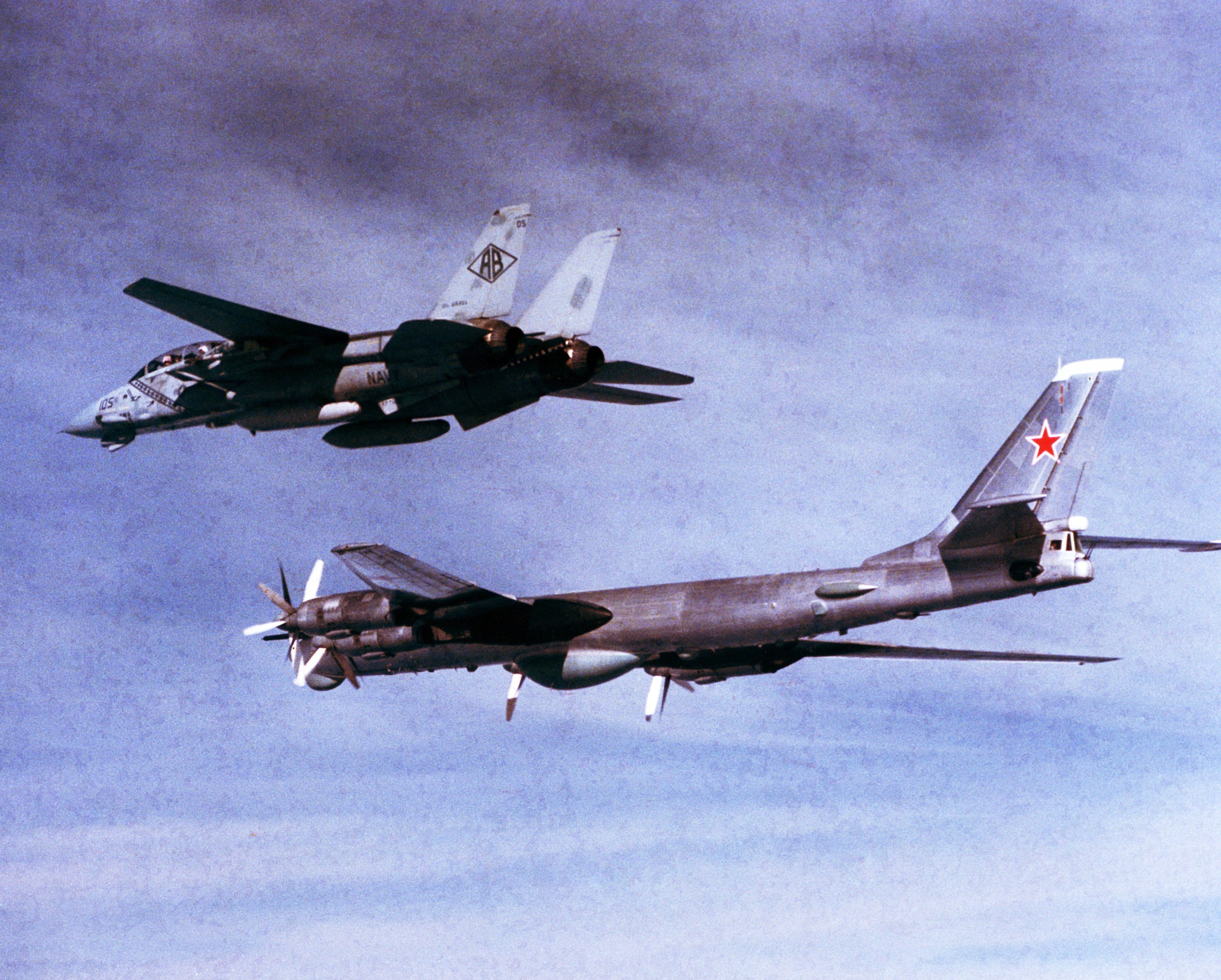
توپولف تو-۹۵ شوروی توسط اف-۱۴ تامکت نیروی دریایی آمریکا رهگیری می‌شود.

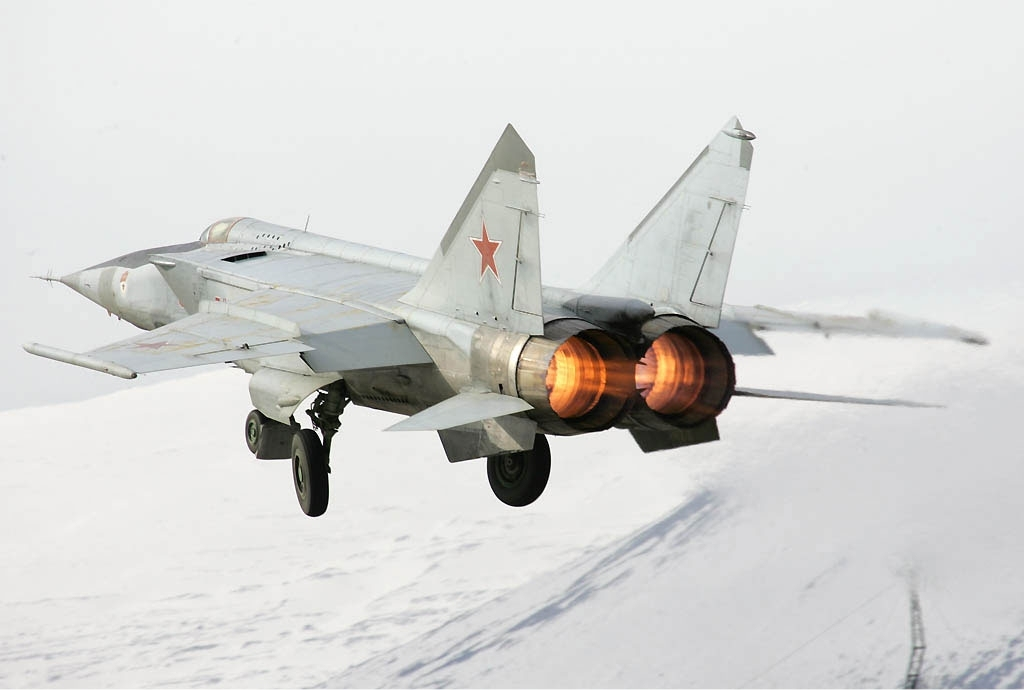
میگ-۲۵

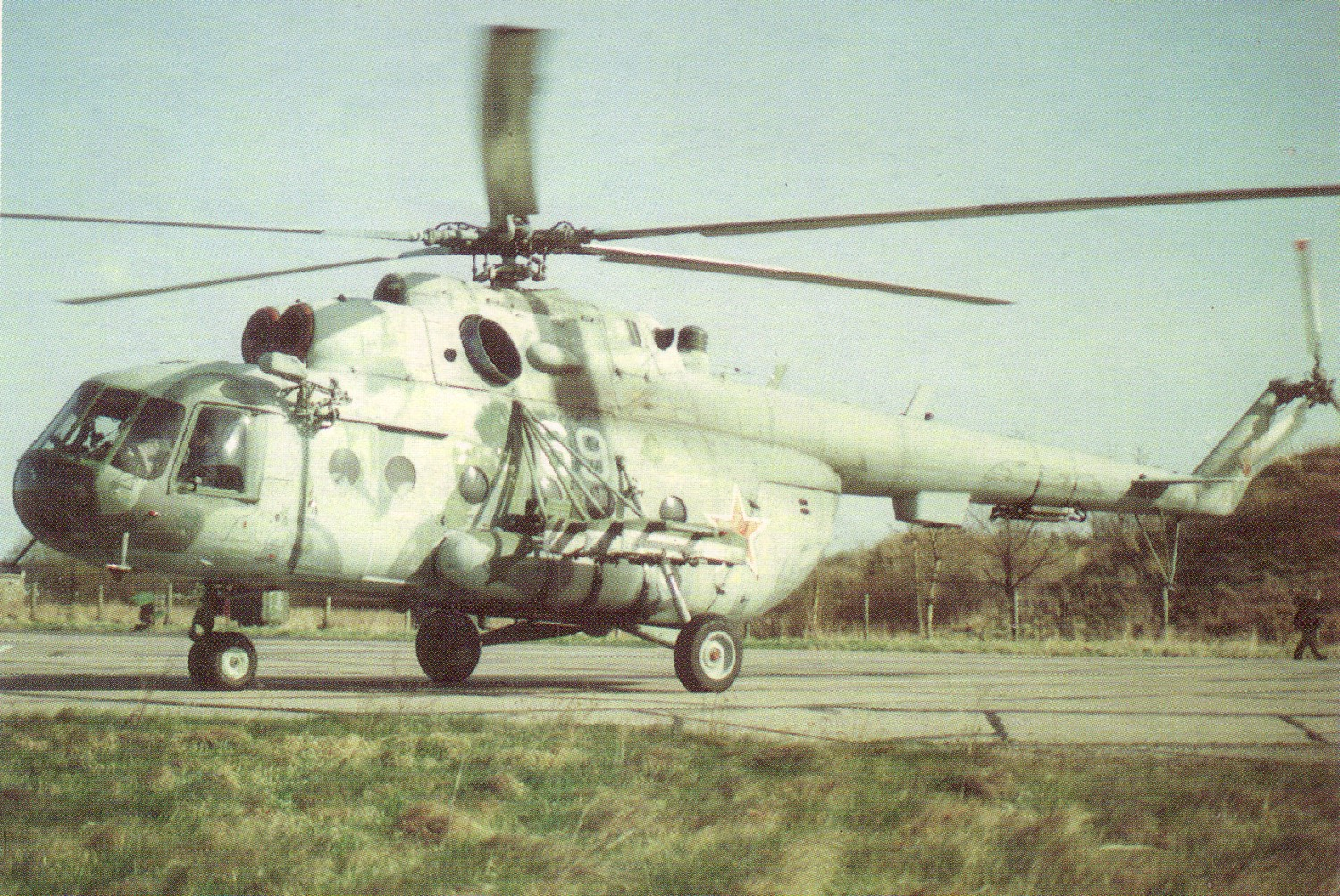
میل می-۸

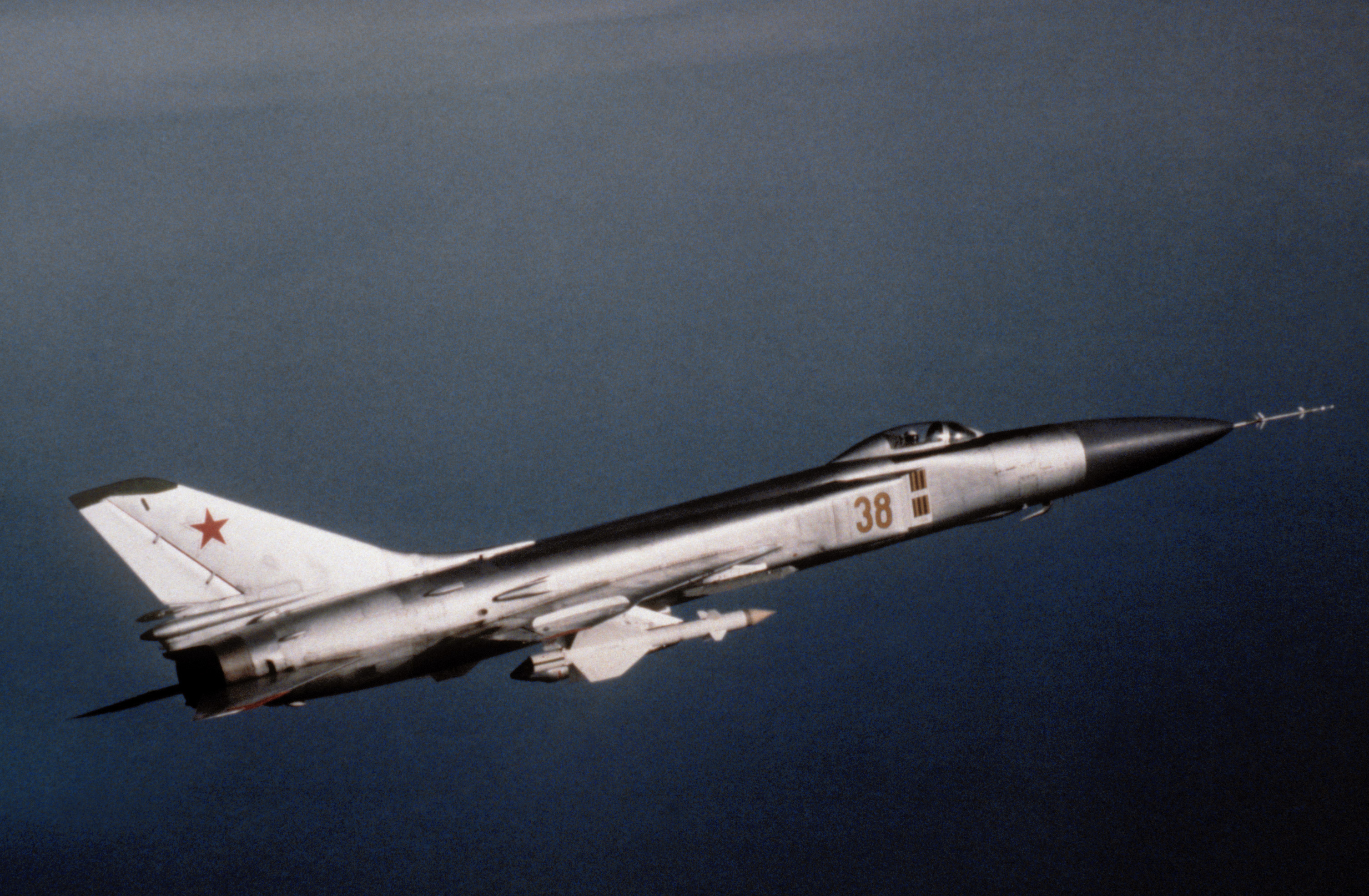
سوخو-۱۵

۱۷۵ بمب‌افکن استراتژیک 
۱۶۰ توپولف تو-۹۵
۱۵ توپولف تو-۱۶۰
۳۹۰ بمب‌افکن متوسط 
۸۰ توپولف تو-۱۶
۱۲۰ توپولف تو-۲۲
۱۹۰  توپولف تو-۲۲ ام
۲۳۸۰ جنگنده
۲۵  میگ-۲۵
۴۶۵ میگ-۲۱
۱۰۰۰  میگ-۲۳
۱۹۰  سوخو سو-۲۷
۷۰۰ میگ-۲۹
۲۹۲۰  هواگرد تهاجمی
۸۱۰ سوخو سو-۱۷
۸۳۰  سوخو سو-۲۴
۴۲۵  سوخو سو-۲۵
۸۵۵ میگ-۲۷
۷۴  سوخت رسان
۱۴  ایلیوشین ایل-۷۸
۴۰  میاسیشچف M-4
۲۰  توپولف تو-۱۶
۹۸۵ هواگرد  شناسایی و اقدامات متقابل الکترونیکی
۵۰  میگ-۲۱
۱۶۰  میگ-۲۵
۱۳۵ سوخو سو-۱۷
۱۷۰  یاک-۲۸
۱۲۰  توپولف تو-۱۶
۲۰  توپولف تو-۲۲ام
۳۰  ایلیوشین ایل-۲۰
۱۵۰  سوخو-۲۴
۹۵۲ هواگرد ترابری
۱۲ آنتونوف ای‌ان-۱۲۴
۵۵ آنتونوف ای ان-۲۴
۵۰۰ آنتونوف ای‌ان-۱۲
۳۸۵ ایلیوشین ایل-۷۸